# Мајами флоридијанси
Мајами флоридијанси (енгл. Miami Floridians) је бивши амерички кошаркашки клуб из Мајамиа, Флорида. У периоду од 1968. па до 1970. играли су Источној дивизији АБА лиге. Мајами флоридијанси су играли у АБА лиги од 1968. до 1970. године, када су постали једноставно Флоридијанси. Тим је имао две шеме боја: њихову оригиналну наранђасту и плаву, а касније црну, магента и наранџасту.
Мајами флоридијанси су почели као Минесота маскиси, чартер АБА франшиза који су играли у Блумингтону у Минесоти у дворани Мет центра а боје су им биле плава и златна. Маскиси су завршили са другим најбољим рекордом у лиги, али лоша посећеност (званично 2.800 по утакмици, цифра која је вероватно била вештачка) навела је власника Ларија Шилдса да закључи да тим не може бити одржив у овом граду. Продао је мањинске акције групи бизнисмена са Флориде и преселио тим у Мајами. Међутим, да би платио преостале дугове у Минесоти, Шилдс је продао новајлију године Мела Данијелса, Индијана пејсерсима, што се сада сматра најлошијом трговином у историји АБА.

## Селидба у Мајами
Флориђани никада нису привукли велики број гледалаца, упркос бројним промоцијама, укључујући и девојке које су носиле беле бикиније и го-го чизме. Ипак, тим је успео да се пласира у плеј-оф у три од четири године постојања. Први домови Флоридијанаца били су конгресни центар Мајами Бича и анекс конгресног центра. Тим је био трениран од стране бившег великана Минеаполис лејкерса Џима Поларда, сезона 1968/69. била је далеко најуспешнија за Мајами флоридијансе, завршивши своју прву сезону на Флориди са позитивним скором од 43 : 35 и победивши Минесота пајперсе у полуфиналу Источне дивизије 4 утакмице према 3, пре него што су изгубили у финалу дивизије од Индијана пејсерса са 4 утакмице према 1.
Сезона 1969/70. није била сезона за памћење за Мајами флоридијансе. Поделили су своје домаћинство између дворана Дајнер Ки аудиторијум и теретане Мајами Дејд колеџ. Дајнер Ки, бивши хангар за авионе, био је можда најзлогласнија зграда у историји АБА. Није имао клима-уређај и често би било прилично вруће унутра, приморавајући руководство да отвори врата, играчи би тада морали да прилагођавају своје ударце океанским поветарцима који су свирали по терену. Флоридијанси су отпустили Поларда током сезоне и именовали Хала Блитмана са Чејни Стејт колеџа за свог главног тренера.  Мањински партнери су почели да преузимају већу улогу у тимским операцијама, често мењајући играче без Блитмановог знања. Није изненађујуће с обзиром на константну промену на списку, Флоридијанци су завршили сезону са негативним скором 23 : 61 и пропустили плеј-оф. На крају сезоне првобитни власници тима, Шилдс и Фред Џеферсон, су продали Флоридијансе.

## Флоридијанси
После сезоне 1969/70, нови власник Нед Дојл је избацио „Мајами“ из имена тима и направио га „регионалном“ франшизом, заказујући утакмице у Мајамију (назад у Конгресном центру Мајами Бича), у Тампу Сент Питерсбург у Кертис Хиксон хол и Бејфронт арену, у Џексонвил у Џексонвил Мемориал колосеум, и у Вест Палм Бич у Вест Палм Бич аудиторијум. У потезу без преседана, Дојл је „отпустио“ цео тим (сви играчи су размењени или пуштени) и задржао тренера. Тим је заменио Блитмана, након негативног 18 : 30 старта, са Бобом Басом. Бас је успео да преокрене тим и Флоридијанси су завршили на четвртом месту у Источној дивизији са резултатом 37 : 47. Флоридијанси су се пласирали у плеј-оф, али су изгубили серију од Кентаки колонелса резултатом 4 : 2.
За сезону 1971/72, Флоридијанси су своје утакмице код куће поделили између Мајамија и Тампе. Поново су завршили на четвртом месту у Источној дивизији, са негативним скором од 36 : 48. Тим је још једном дошао до плеј-офа и поново је изгубио своју серију, овог пута од Вирџиније сквајерса, 4 : 0.
Веома лоша посета Флоридијанаса, на њихове две домаће утакмице плеј-офа против Сквајерса, уверила је Дојла да тим не може да буде одржив у Јужној Флориди. Након што је договор о пресељењу у Синсинати пропао, а покушаји да се пронађе веће тржиште такође нису успели, он је распустио франшизу у јуну 1972. године. Кошарка на професионалном нивоу се неће вратити на Флориду све док НБА тим за проширење, Мајами хит, није играо њихову прву утакмицу у сезону 1988. Орландо меџик је дошао годину дана касније.
Хит франшиза је одала почаст франшизи Флоридијанса последњих година тако што је носила реплике домаћих и гостујућих униформи Флоридијанса из 1970/71. за неколико утакмица у сезонама 2005/06. и 2011/12, као део НБА програма „Харвуд класика“. Међутим, франшизе нису повезане ни на који други начин осим на њихове одговарајуће везе са градом Мајамијем.

## Кошаркашка Кућа славних
| Чланови Флоридијанса у Кући славних | Чланови Флоридијанса у Кући славних | Чланови Флоридијанса у Кући славних | Чланови Флоридијанса у Кући славних | Чланови Флоридијанса у Кући славних |
| Тренери                             | Тренери                             | Тренери                             | Тренери                             | Тренери                             |
| Име                                 | Позиција                            | Период                              | Постављен                           |                                     |
| ----------------------------------- | ----------------------------------- | ----------------------------------- | ----------------------------------- | ----------------------------------- |
| Џим Полард 1                        | Тренер                              | 1968/69.                            | 1978.                               |                                     |

Белешке:
- 1 Постављен као играч.

## Остварења по сезонама
| Сезона              | Регуларна сезона | Регуларна сезона | Регуларна сезона | Резултати у плеј−офу                                            | Утакмице                                  |
| Сезона              | Победа           | Пораза           | Проц.            | Резултати у плеј−офу                                            | Утакмице                                  |
| ------------------- | ---------------- | ---------------- | ---------------- | --------------------------------------------------------------- | ----------------------------------------- |
| Мајами флоридијанси |                  |                  |                  | Резултати у плеј−офу                                            | Утакмице                                  |
| 1968/69.            | 43               | 35               | .551             | победили у дивизијским полуфиналу Изгубили у дивизијским финалу | Мајами 4, Минесота 3 Индијана 4, Мајами 1 |
| 1969/70.            | 23               | 61               | .274             | Нису се квалификовали                                           | Нису се квалификовали                     |
| Флоридијанси        |                  |                  |                  |                                                                 |                                           |
| 1970/71.            | 37               | 47               | .440             | Изгубили у дивизијским полуфиналу                               | Кентаки 4, Флоридијанси 2                 |
| 1971/72.            | 36               | 48               | .429             | Изгубили у дивизијским полуфиналу                               | Вирџинија 4, Флоридијанси 0               |